# Rap político
El hip hop político o rap político (también conocido en inglés como political hip hop o political rap) es un subgénero del hip hop nacido en los años 1980, inspirado en cantantes afroamericanos de temática política de los años 1970, tales como The Last Poets y Gil Scott-Heron, así como en los mensajes sociopolíticos del jazz de la primera mitad del siglo XX, y del soul y el funk. Public Enemy es a menudo considerado como el grupo más importante de political hip hop. Grandmaster Flash and the Furious Five lanzaron el primer trabajo sociopolítico conocido en el ambiente del rap, con la canción de 1982 "The Message", que inspiró a numerosos raperos para hacer frente a temas sociales y políticos.
Las letras del hip-hop político hablan de temáticas raciales, sociales, históricas y económicas, a veces con un lenguaje fuerte y agresivo muy similar al del hardcore hip hop pero sin el mensaje negativo de glorificación de la violencia, el delito y las drogas propio del gangsta rap. 
La música de Public Enemy, Dead Prez, Immortal Technique, 2Pac, Boogie Down Productions/KRS-One, A Tribe Called Quest, Brand Nubian, Gang Starr, Jungle Brothers, Big Daddy Kane, Common, Mos Def, The Roots, Kendrick Lamar o Talib Kweli se puede considerar en el sentido más amplio dentro del género del rap político.
En él se inscribieron artistas en idioma español como los chilenos Anita Tijoux, Panteras Negras (banda), Portavoz, Subverso, Legua York; el colombiano Ali A.K.A. Mind; los cubanos Los Aldeanos; el ecuatoguineano Meko; los españoles Los Chikos del Maíz, Nach, Pablo Hasél, Día Sexto, Valtonyc, Arma X y La Insurgencia; el mexicano Bocafloja; los puertorriqueños Temperamento Eddie Dee, Tego Calderón, Calle 13, el argentino Daniel Devitay el venezolano Canserbero.